# Yaritza Abel
Yaritza Abel Rojas (ur. 28 sierpnia 1983) – kubańska zapaśniczka i judoczka. Srebrna medalistka igrzysk Ameryki Środkowej i Karaibów w 2006 w zapasach. Na zawodach w judo zdobyła brązowy medal mistrzostw świata w 2010, cztery złote medale na mistrzostwach panamerykańskich w latach 2006, 2010-2012, a także wygrała igrzyska panamerykańskie w 2011 roku.